# Eugène Flachat
Eugène Flachat (16. dubna 1802, Paříž – 16. června 1873, Arcachon) byl francouzský konstruktér a stavitel železnic.
Jako šéfinženýr společnosti Paris–St. Germain se rozhodující měrou podílel na stavbě první francouzské dráhy užívané jen vlaky taženými parními lokomotivami. Trať vedla z Paříže do Le Pecq, otevřena byla 28. srpna 1837. V letech 1840–1842 následovala další trať z Paříže do Rouenu. Flachat se podílel i na stavbě a rekonstrukcích obou tehdejších pařížských nádraží, dnešních Gare Saint-Lazare a Gare Montparnasse. Projektoval přestavbu spáleného železničního mostu Asnières na první tubusový most ze svářkové oceli ve Francii. Po tomto mostě postavil další mosty, včetně železničních mostů Langon (Gironde) a Moulins (Allier).
Později se stal ředitelem železniční společnosti Compagnie des chemins de fer de l'Ouest.
Mnoho jeho smělých plánů, které během svého života navrhl, bylo později úspěšně realizováno. Jde například o tunel překonávající Alpy nebo linky metra mezi Gare de l'Est a Les Halles.
Eugène Flachat je pro svůj přínos uveden v seznamu 72 jmen na Eiffelově věži. Byla po něm pojmenována i pařížská ulice — Rue Flachat.

## Dílo
- Guide du mécanicien constructeur et conducteur de machines locomotives (Lechatelier, Flachat, Petiet et Polonceau)
- Traité de la fabrication de la fonte et du fer (E. Flachat, A. Barrault, J. Petiet) en 1846